# Low Deep T
TJ Cases (n. 12 iunie), cunoscut și după numele scenă Low Deep T, este un cântăreț, compozitor și producător britanic de origine africană, care în prezent locuiește și activează în Londra, Marea Britanie.
Este cunoscut mai ales pentru hitul său "Casablanca" din 2012, care în noiembrie 2012 a fost 2 săptămâni consecutive pe poziția #4 în clasamentele din România, în 2013 a fost 6 săptămâni consecutive pe poziția #1 în Bulgarian National Top 40 și a ajuns până pe poziția #2 în Grecia și pe poziția #43 în Europe Official Top 100.
În 2014 a lansat un nou single, „Got 2 Find Love”, care are și un videoclip, filmările căruia au avut loc în Tunisia.

## Discografie
Albume
- 2011: Big Love (Sony Music South Africa)
- 2012: We are One

Single-uri
- 1997: Do It Again (Polydor/Universal; BENELUX)
- 1998: You Bring Me Joy (Avex – Japan & EMI – South Africa)
- 2008: Nothing Better than Your Loving
- 2009: Fragile
- 2012: Casablanca
- 2014: Got 2 Find Love